# Frederikke af Baden
Frederikke af Baden (tysk: Friederike Dorothea Wilhelmine; svensk: Fredrika Dorotea Vilhelmina; 12. marts 1781 — 25. september 1826) var dronning af Sverige fra 1797 til 1809.
Hun var datter af Arveprins Karl Ludvig af Baden og Amalie af Hessen-Darmstadt. I 1797 blev hun gift med den svenske konge Gustav 4. Adolf af Sverige.

## Biografi
Frederikke blev født den 12. marts 1781 i Karlsruhe som datter af Arveprins Karl Ludvig af Baden og Amalie af Hessen-Darmstadt.
Den 31. oktober 1797 blev hun gift i Stockholm med Kong Gustav 4. Adolf af Sverige, der var blevet konge af Sverige i 1792 efter mordet på faderen Gustav 3. af Sverige.
Da Rusland og Frankrig fandt sammen efter freden i Tilsit (9. juni 1807), fik Sverige både Danmark og Rusland imod sig, og russerne rykkede ind i Finland, som svenskerne måtte forlade i november 1808. Samtidigt var der risiko for et dansk-fransk angreb. Kongen ville ikke opgive sin krig, og for at forhindre et totalt sammenbrud iværksatte hæren under ledelse af Georg Adlersparre og greve Carl Johan Adlercreutz 13. marts 1809 fængslingen af Gustav 4. Adolf med familie på Gripsholm Slot.
29. marts abdicerede Gustav frivilligt i håb om at sikre kronen for sin søn, men 19. maj vedtog Stænderrigsdagen, der var domineret af hæren, at de begge skulle fjernes fra tronen, som den 19. maj blev overtaget af Gustav Adolfs bror hertug Karl under navnet Karl 13. af Sverige.
Gustav Adolf og Frederikke drog i eksil med deres børn, hvor de blev skilt. Frederikke døde den 25. september 1826 i Lausanne.

### Børn
Frederikke og Gustav Adolf fik fem børn, hvoraf fire nåede voksenalder:
1. Gustav (1799-1887), Kronprins af Sverige, efter 1829 kendt som Gustav, Prins af Wasa, gift med Louise af Baden
2. Sophie (1801-1865), gift med Storhertug Leopold af Baden
3. Carl Gustav (1802-1805), Storfyrste af Finland, Hertug af Småland
4. Amalie (1805-1853)
5. Cecilie (1807-1844), gift med Storhertug August af Oldenburg.

## Eksterne links
- Wikimedia Commons har flere filer relateret til Frederikke af Baden